# 群馬県道333号上神梅大胡線
群馬県道333号上神梅大胡線（ぐんまけんどう 333ごう かみかんばいおおごせん）は、群馬県みどり市大間々町上神梅から前橋市河原浜町までを結ぶ県道である。

## 概要
みどり市大間々町上神梅の国道122号と、前橋市東部の大胡地区を、赤城山南東の斜面伝いに結ぶ延長17キロメートル余りのローカル県道である。
ただし、道自体の歴史は江戸時代からの古いもので、中山道倉賀野宿から分岐して栃木市経由で日光東照宮までを結んでいた主要な脇往還・日光例幣使街道の、更に脇往還にあたる短絡ルート「日光裏街道」の一つを、相当部分でなぞっている。この赤城山南東部の日光裏街道は、例幣使街道・玉村宿から北上、駒形宿（現・前橋市駒形町）を経て大胡に達し、更に現在の上神梅大胡線に近い経路で渡良瀬川の谷筋に出て、日光市足尾経由で峠を越え日光に至るルートであった。
この歴史の古さ故に、幹線とは言い難い経路ながら極めて早い時期に県道指定されていた。みどり市・桐生市境の山越え区間を除いてはほぼ全線が2車線であるが、江戸時代以来の古い道筋を多く踏襲することから、交差点での右左折が非常に多い経路である。歩道のない区間も長い。

### 路線データ
- 起点：みどり市大間々町上神梅字馬場126番の2（国道122号交点）[注釈 2]
- 終点：前橋市河原浜町（群馬県道16号大胡赤城線交点〈大河橋西詰交差点〉）[注釈 3]
- 重要な経過地：勢多郡新里村[注釈 4]、粕川村[注釈 5]、宮城村[注釈 6]

## 歴史
- 1920年（大正9年）4月1日：勢多郡黒保根村（現・桐生市黒保根地区）大字上神梅から勢多郡大胡町までを「神梅大胡線」として群馬県道指定[2]。
- 1958年（昭和33年）2月1日：この日をもって黒保根村の大字上神梅・下神梅・塩沢が、隣接する山田郡大間々町（当時）に編入されたため、道路起点が大間々町町内となる。
- 1959年（昭和34年）9月18日：群馬県より現・道路法に基づき、県道上神梅大胡線（山田郡大間々町大字上神梅 - 勢多郡新里村 - 粕川村 - 宮城村 - 大胡町、整理番号49）が路線認定される[3]。
  - 群馬県道の指定見直しに伴い、前身路線にあたる県道神梅大胡線（山田郡大間々町 - 勢多郡大胡町、整理番号249）を廃止[4]。同日付で大間々町大字上神梅－大胡町大字河原浜間を県道に再指定、現名称となる[5]。

## 路線状況
現道は、渡良瀬川の谷筋である国道122号から信号のない丁字路交差点で分岐し、2キロメートルほどで180メートル近い高低差を登坂、渡良瀬川西岸の南方に延びた海抜400メートル以上の尾根筋を、ヘアピンカーブの続く1～1.5車線幅員の狭隘路で越える。この山越え区間は勾配やカーブが急で大型車の通過も困難であるため、地元車両以外の通行は少ない。峠を越え、桐生市新里町高泉の付近からは、ゴルフ場や別荘地なども沿道に現れ、集落に近付くと若干道幅も広がってくる。
桐生市新里町板橋で国道353号に突き当たって左折、約1キロメートルを重用して標高を落としつつ南下する（ただし、333号の方が古くからある道筋である）。板橋十字路で国道は左折、県道は右折し、前橋市粕川町室沢まで、谷筋での起伏を繰り返しながら西進する。
かつての宿場であった粕川町室沢では左折して標高を落としつつ500メートル南下、信号のない交差点で右折して、前橋市鼻毛石町まで起伏の少ない赤城山南面を、海抜270-260メートル程度でほぼ等高線沿いに西進する。
鼻毛石町の宮城小学校前交差点で県道101号四ツ塚原之郷前橋線が直進路として分岐する。333号は左折を2度繰り返して南下、ここからカーブを伴った3キロメートル弱のルートで100メートル近く高度を下げながら大胡市街地の東外れの向町丁字路に到達する（ここには往年の街道筋であることを示す石の道標が立つ）。右折して県道3号前橋大間々桐生線の旧道に入り、荒砥川を大川橋で渡ると、橋の西詰で県道16号大胡赤城線が右手から合流、終点となる。

### 重複区間
- 国道353号（桐生市新里町板橋 - 同〈板橋交差点〉）

### 道路施設
- 大川橋（荒砥川、前橋市河原浜町 - 前橋市大胡町）

## 地理

### 通過する自治体
- 群馬県
  - みどり市
  - 桐生市
  - 前橋市

### 交差する道路
- 国道122号 - みどり市大間々町上神梅（起点）
- 国道353号 - 桐生市新里町板橋（重複区間）
- 群馬県道102号三夜沢国定停車場線 - 前橋市馬場町（馬場交差点）
- 群馬県道114号苗ヶ島飯土井線 - 前橋市鼻毛石町
- 群馬県道101号四ツ塚原之郷前橋線 - 前橋市鼻毛石町
- 群馬県道16号大胡赤城線 - 前橋市河原浜町（終点）